# Yoshiki Selection
『Yoshiki Selection』（ヨシキ・セレクション）は、日本のミュージシャンYOSHIKIが選曲したクラシック音楽のコンピレーション・アルバム。全曲にYOSHIKIのライナーノーツがつく。1991年12月12日にソニーレコードから発売。第6回日本ゴールドディスク大賞「洋楽アルバム賞（クラシック部門）」を受賞した。1996年11月4日には後継アルバムとなる『Yoshiki Selection II』が発売された。
4曲目のシベリウスの「ヴァイオリン協奏曲」は、当初YOSHIKIがリストアップした演奏の複製権が海外では認められていなかったため、別の演奏者のものが収録された。

## 収録曲
| #  | タイトル                                                                          | 作詞 | 作曲         | 演奏 | 時間  |
| -- | --------------------------------------------------------------------------------- | ---- | ------------ | --- | ----- |
| 1. | 「フーガト短調BWV578「小フーガ」」                                                |      | バッハ       | E. パワー・ビッグス（オルガン）                                                                            | 4:11  |
| 2. | 「バラード第1番ト短調作品23」                                                     |      | ショパン     | 中村紘子                                                                                                   | 8:38  |
| 3. | 「ラルゴ（オンブラ・マイ・フ）」                                                  |      | ヘンデル     | ジョン・ジョージアディス（指揮）ロンドン交響楽団                                                           | 6:24  |
| 4. | 「ヴァイオリン協奏曲ニ短調作品47~第1楽章アレグロ・モデラート」                    |      | シベリウス   | 堀米ゆず子（ヴァイオリン）イヴァン・フィッシャー（指揮）アムステルダム・ロイヤル・コンセルトヘボウ管弦楽団 | 16:32 |
| 5. | 「ピアノ・ソナタ第14番嬰ハ短調作品27の2「月光」~第1楽章アダージョ・ソステヌート」 |      | ベートーベン | 中村紘子                                                                                                   | 7:19  |
| 6. | 「シチリアーノ（フルートとチェンバロのためのソナタ変ホ長調BWV1031より）」         |      | バッハ       | ジャン＝ピエール・ランパル（フルート）, トレヴァー・ピノック（チェンバロ）                                 | 2:14  |
| 7. | 「クライスレリアーナ作品16~第8曲ヴィヴァーチェ・スケルツァンド」                  |      | シューマン   | 清水和音（ピアノ）                                                                                         | 3:06  |
| 8. | 「モルダウ」                                                                      |      | スメタナ     | リチャード・ヒコックス（指揮）ロンドン交響楽団                                                             | 13:13 |
| 9. | 「G線上のアリア（管弦楽組曲第3番より）」                                          |      | バッハ       | ユージン・オーマンディ（指揮）フィラデルフィア管弦楽団                                                     | 5:44  |